# Kathleen Atkinson
Kathleen Atkinson  (* 5. November 1875 in Rahway, New Jersey; † 30. April 1957 in Maplewood, New Jersey) war eine US-amerikanische Tennisspielerin im letzten Jahrzehnt des 19. Jahrhunderts.

## Erfolge
Atkinson gewann in ihrer Karriere zweimal gemeinsam mit ihrer Schwester Juliette Atkinson die amerikanischen Tennismeisterschaften im Damendoppel. Der erste Erfolg gelang im Jahr 1897 gegen Elizabeth Rastall und F. Edwards. Im Jahr darauf erfolgte die Titelverteidigung gegen Carrie Neely und Marie Wimer.